# ベネディクトゥス13世 (対立教皇)
ベネディクトゥス13世（Benedictus XIII, 1328年11月25日 - 1423年5月23日）は、カトリック教会の対立教皇（在位：1394年 - 1417年）。アラゴン王国の大貴族ルナ家出身で本名はペドロ・マルティネス・デ・ルナ（Pedro Martínez de Luna）。アラゴンではエル・パパ・ルナ（El Papa Luna）として知られる。

## 生涯
アラゴン・イリュエカで誕生。モンペリエ大学で学び教会法教授となり、グレゴリウス11世に仕え1375年に枢機卿に任命された。1378年にウルバヌス6世を選出したコンクラーヴェに出席、初めウルバヌス6世を支持していたが、彼の横暴な態度に我慢出来なくなり、教会大分裂が始まった際に対立教皇クレメンス7世を支持してアヴィニョンに残留した。クレメンス7世からは教皇使節に任命され、教皇の代理としてアラゴン・カスティーリャを味方に付け、後に聖人となるビセンテ・フェレールを補佐にして支持者集めに奔走した。
1394年9月20日にクレメンス7世が死去、アヴィニョンで行われたコンクラーヴェで教皇に選出された。ローマとの合同に努力することを誓い、ローマ教皇ボニファティウス9世、インノケンティウス7世、グレゴリウス12世と交渉を試みたがいずれも失敗、支持者だったフランス国王シャルル6世から見捨てられ、1398年にはフランス軍の軍勢にアヴィニョンを占領され、5年あまり教皇宮殿に立てこもった後、1403年にアヴィニョンから脱出せざるを得なかった。1408年からペルピニャンを避難場所として提供したアラゴン王マルティン1世の支持にすがるほかなくなった。
1409年のピサ教会会議で、グレゴリウス12世とベネディクトゥス13世の廃位、そしてアレクサンデル5世の選出が決定されるが、先の2人の教皇が揃って退位を拒否した。これで同時に3人の教皇がたつという異常事態に陥った。ベネディクトゥス13世はアラゴンへの傾斜を強め、1410年のマルティン1世亡き後に開かれた後継者会議に出席したフェレールを通して、1412年に自身が推すフェルナンド1世を新たなアラゴン国王に選出（カスペの妥協）、支援を取り付けた。また、支持国家の1つであるスコットランドのセント・アンドルーズ大学では創立憲章にベネディクトゥス13世の教皇印璽が押されている。
だが、ローマ王ジギスムントが分裂を終わらせるため、公会議召集と呼びかけて各国と交渉を重ね、ベネディクトゥス13世は返事を出さなかったが、1415年、ジギスムントの尽力で開催されたコンスタンツ公会議で3人の教皇の廃位が正式決定。グレゴリウス12世は自主的に退位、ヨハネス23世（アレクサンデル5世の後継者）は捕らえられて廃位された。ベネディクトゥス13世は退位を拒否したが、ジギスムントに説得されたフェルナンド1世とカスティーリャ・ナバラ・スコットランドに見放され、フェレールにも離反され孤立、1417年に正式に廃位、新たにマルティヌス5世が選出された。こうして教会大分裂は終わりを迎えた。
以後もベネディクトゥス13世は退位を認めず、自分を見放したフェルナンド1世を1416年に亡くなるまで呪詛し続け、1417年からフェルナンド1世の息子アルフォンソ5世の庇護を受けながらバレンシアのペニスコラ城へ隠遁した。1422年に4人枢機卿を任命して後継者選出を命じ、1423年に亡くなるまで自身が正統の教皇だと主張していた。死後はペニスコラで対立教皇クレメンス8世が選出されたが弱体で、枢機卿の1人が反発してベネディクトゥス14世を選出、内部分裂してアルフォンソ5世のローマへの交渉の道具として利用された末、クレメンス8世は1429年に退位した。
ベネディクトゥス13世の遺体は1811年にスペインへ侵攻したフランス軍によって、頭部を除いて打ち砕かれて投げ捨てられた。しかし、ペニスコラでは今でもパパ・ルナとして慕われている。